# Benda Bilili
Benda Bilili es una película del año 2010.

## Sinopsis
Ricky tenía un sueño: convertir a la orquesta Staff Benda Bilili en la mejor del Congo. Roger, un niño de la calle, solo deseaba unirse a las estrellas del gueto que recorrían las calles en triciclos retocados a su gusto, estilo Mad Max. Pero lo más importante era sobrevivir, evitar las trampas de la calle, permanecer unidos y encontrar la esperanza en la música. La película cuenta cómo este sueño se convirtió en realidad desde los primeros pasos de la orquesta hasta su triunfo en festivales internacionales.

## Premios
- Dublín 2011